# Bates' gierzwaluw
De Bates' gierzwaluw (Apus batesi) is een vogel uit de familie van de gierzwaluwen (Apodidae).

## Verspreiding en leefgebied
Deze soort komt voor van Sierra Leone tot Ivoorkust en van Kameroen tot Gabon.